# Бугарска на Европском првенству у атлетици на отвореном 2018.
Бугарска је учествовала на 24. Европском првенству у атлетици на отвореном 2018. одржаном у Берлину, (Немачка), од 6. до 12. августа 2018. године. То је било њено двадесет прво учешће на европским првенствима. Репрезентацију Бугарске представљало је 14 такмичара (7 мушкараца и 7 жена) који су се такмичили у 12 дисциплина (6 мушких и 6 женских).
У укупном пласману Бугарска је са 1 освојеном медаљом (сребрна) делила 21. место.
У табели успешности према броју и пласману такмичара који су учествовали у финалним такмичењима (првих 8 такмичара) Бугарска је са 4 учесника у финалу заузела 21 место са 17 бодова.
| Пл. | Земља    | 1. место | 2. место | 3. место | 4. место | 5. место | 6. место | 7. место | 8. место | Бр. фин. | Бодови |
| --- | -------- | -------- | -------- | -------- | -------- | -------- | -------- | -------- | -------- | -------- | ------ |
| 21. | Бугарска | 0        | 1 - 7    | 0        | 0        | 1 − 4    | 2 - 6    | 0        | 0        | 4        | 17     |

## Учесници
| Мушкарци: - Денис Димитров — 100 м, 200 м - Петар Пеев — 100 м - Митко Ценов — 3.000 м препреке - Иво Балабанов — 3.000 м препреке - Денис Ерадири — Скок удаљ - Момчило Караилијев — Троскок - Георги Иванов — Бацање кугле | Жене: - Ина Ефтимова — 100 м, 200 м - Ивет Лалова-Колио — 200 м - Мирела Демирева — Скок увис - Милена Миткова — Скок удаљ - Габријела Петрова — Троскок - Александра Начева — Троскок - Радослава Мавродијева — Бацање кугле |  |

## Освајачи медаља (1)

### сребро (1)
- Мирела Демирева — Скок увис

## Резултати

### Мушкарци
| Атлетичар          | Дисциплина       | Лични рекорд | Квалификације  | Квалификације  | Полуфинале            | Полуфинале            | Финале                | Финале       | Детаљи |
| Атлетичар          | Дисциплина       | Лични рекорд | Резултат       | Место          | Резултат              | Место                 | Резултат              | Место        | Детаљи |
| ------------------ | ---------------- | ------------ | -------------- | -------------- | --------------------- | --------------------- | --------------------- | ------------ | ------ |
| Петар Пеев         | 100 м            | 10,35        | 10,75          | 8. у гр. 3     | Нису се квалификовали | Нису се квалификовали | Нису се квалификовали | 49 / 50      |        |
| Денис Димитров     | 100 м            | 10,16        | 10,45          | 4. у гр. 1     | Нису се квалификовали | Нису се квалификовали | Нису се квалификовали | 32 / 50      |        |
| Денис Димитров     | 200 м            | 20,92        | 21,43          | 8. у гр. 1     | Нису се квалификовали | Нису се квалификовали | Нису се квалификовали | 40 / 40      |        |
| Митко Ценов        | 3.000 м препреке | 8:20,87 НР   | 8:36,39        | 9. у гр. 2     |                       |                       | Нису се квалификовали | 18 / 27 (29) |        |
| Иво Балабанов      | 3.000 м препреке | 8:53,76      | 8:51,52 ЛР     | 13. у гр. 2    | 25 / 27 (29)          |                       | Нису се квалификовали |              |        |
| Денис Ерадири      | Скок удаљ        | 8,01         | 7,50           | 12. у гр. Б    | 24 / 29 (30)          |                       | Нису се квалификовали |              |        |
| Момчило Караилијев | Троскок          | 17,41        | Није стартовао | Није стартовао | Није се квалификовао  | Није се квалификовао  | [ мртва веза ]        |              |        |
| Георги Иванов      | Бацање кугле     | 21,48 НР     | 19,40          | 10. у гр. Б    | Није се квалификовао  | 19 / 29 (30)          |                       |              |        |

### Жене
| Атлетичарка           | Дисциплина   | Лични рекорд | Квалификације         | Квалификације         | Полуфинале            | Полуфинале   | Финале                | Финале       | Детаљи |
| Атлетичарка           | Дисциплина   | Лични рекорд | Резултат              | Место                 | Резултат              | Место        | Резултат              | Место        | Детаљи |
| --------------------- | ------------ | ------------ | --------------------- | --------------------- | --------------------- | ------------ | --------------------- | ------------ | ------ |
| Ина Ефтимова          | 100 м        | 11,20        | 11,45 КВ              | 3. у гр. 3            | 11,52                 | 7. у гр. 2   | Није се квалификовала | 24 / 37 (38) |        |
| Ивет Лалова-Колио     | 200 м        | 22,32        | Директно у полуфинале | Директно у полуфинале | 22,65 КВ              | 2. у гр. 1   | 22,82                 | 5 / 36       |        |
| Ина Ефтимова          | 200 м        | 22,94        | 23,56 кв              | 4. у гр.3             | 23,60                 | 8. у гр. 2   | Није се квалификовала | 21 / 36      |        |
| Мирела Демирева       | Скок увис    | 2,00         | 1,90 кв               | 1. у гр. А            |                       |              | 2,00 =ЛР              |              |        |
| Милена Миткова        | Скок удаљ    | 6,45         | 6,29                  | 10. у гр. А           | Није се квалификовала | 20 / 25 (27) |                       |              |        |
| Габријела Петрова     | Троскок      | 14,66        | 13,46                 | 8. у гр. А            | 14,26                 | 6 / 22       |                       |              |        |
| Александра Начева     | Троскок      | 14,18        | 13,39                 | 12. у гр. Б           | Није се квалификовала | 26 / 27 (29) |                       |              |        |
| Радослава Мавродијева | Бацање кугле | 18,95        | 17,87 КВ              | 3. у гр. А            | 18,03                 | 6 / 23       |                       |              |        |